# Iggy Pop
Iggy Pop, kunstnernavn for James Newell Osterberg, Jr. (født 21. april 1947 i Muskegon, Michigan), er en amerikansk rocksanger og sangskriver, der endvidere har medvirket i en række film og tv-optrædener. Iggy Pop betragtes som én af de vigtigste innovatører af punk-rock og relaterede genrer. Han bliver sommetider refereret til som "Punkens Godfather" og "Rockleguanen", og er bredt anerkendt som en af de mest dynamiske scenekunstnere inden for rocken.
Iggy Pop var forsanger i The Stooges, et garagerockband, som i slutningen af 1960'erne og starten af 1970'erne havde stor indflydelse på udviklingen af punk-rock, heavy metal, post punk og goth-rock. The Stooges blev kendte for deres live-optrædener, hvor Iggy sprang ud fra scenen – og opfandt stage diving, smurte sit bryst ind i råt kød eller peanutbutter, og skar i sig selv med knuste flasker. Mange efterfølgende kunstnere inden for samme genre har efterlignet Iggy Pops optræden.
Efter tiden med The Stooges har Iggy Pop haft varierende succes gennem sin 25 år lange solokarriere. I 70'erne boede han gennem flere år i Berlin sammen med David Bowie, som han beskrev som "en god indflydelse". Pop holdt sig derimod borte fra heroin. Bowie opmuntrede vennen til at prøve andre genrer end lige musik, og gav ham selvtillid ved at tage ham med til møder med kendte og forklare, hvordan man omgås dem. "Bowie lærte mig meget om verden omkring mig."
Hans bedst kendte sange er Lust for Life, I'm Bored, Real Wild Child, Candy og The Passenger. Teksten til sidstnævnte er delvis inspireret af et digt af Jim Morrison. Berlins S-Bahn (= S-tog) blev gennemgående boykottet af vestberlinerne, fordi den blev driftet af DDR. Men Iggy Pop satte stor pris på sine lange køreture med S-Bahn, som i 1977 inspirerede ham til hittet The Passenger – især den lange strækning med S1 til bydelen Wannsee (som unægtelig passer dårligt til ordene "winding ocean drive").
Iggy Pop spillede på Roskilde Festival i 1987, 1991, 1998 og i 2004 sammen med The Stooges.
I 2016 var der premiere på Jim Jarmusch’ dokumentarfilm om Iggy Pop og The Stooges, Gimme Danger.

## Filmografi
- Gimme Danger (2016)
- Coffee and Cigarettes (2003)
- The Brave (1997)
- The Crow: City of Angels (1996)
- Dead Man (1995)
- Tank Girl (1995)
- Cry Baby (1990)
- The Color of Money (1986)